# エジプトピテクス

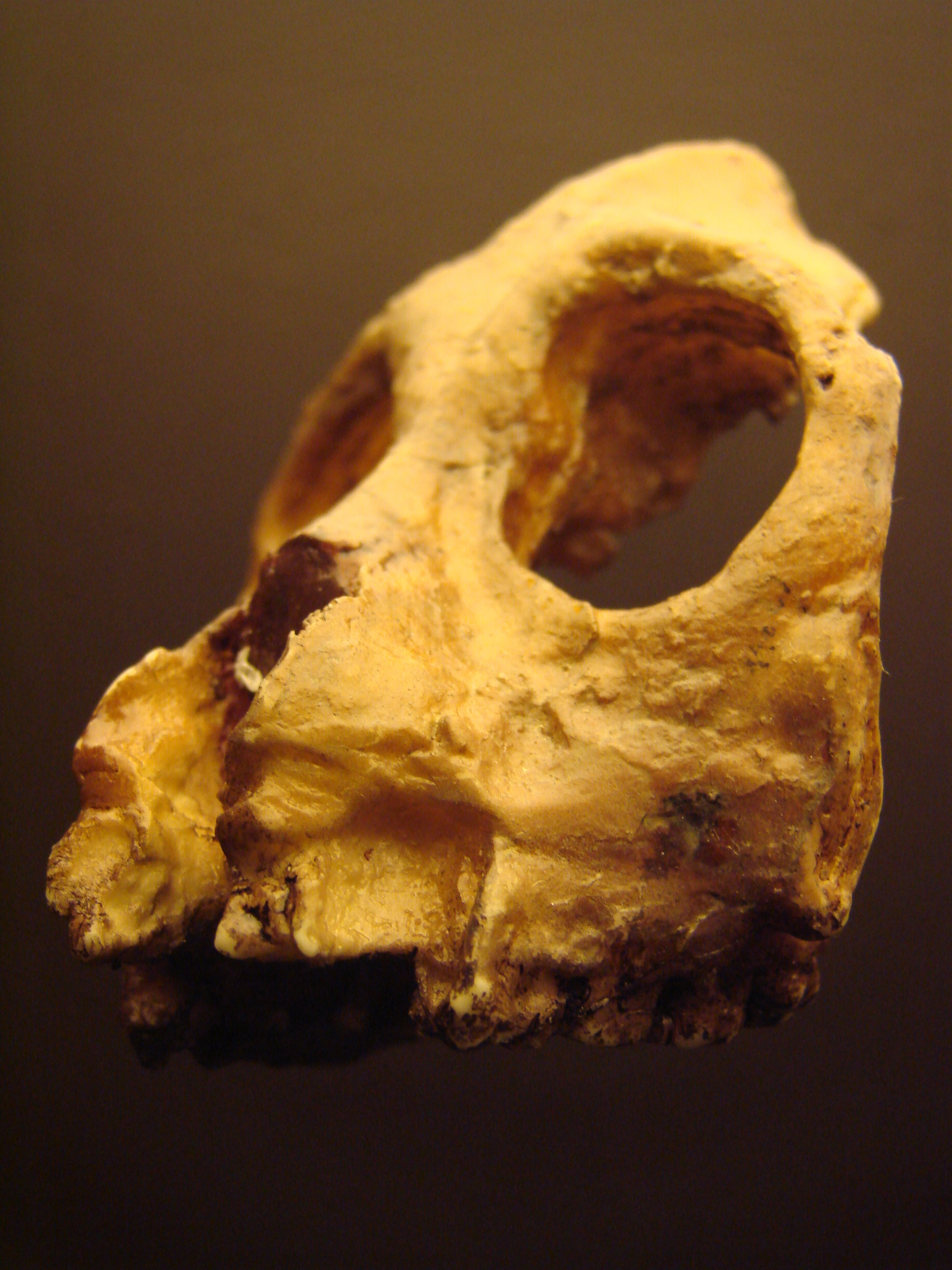
Aegyptopithecusの頭蓋骨

エジプトピテクス Aegyptopithecusはヒト上科（類人猿）とオナガザル科（旧世界ザル）が分岐するより前に見つかった、初期の化石狭鼻猿である。単型で、約3800万年前の漸新世初期に生息していたAegyptopithecus zeuxisただ1種のみを含む。 本種は現在の新世界ザルに似ており、体長56-92 cmでホエザルと同じくらいの大きさだった。エジプトピテクスの化石はエジプトのJebel Qatrani 累層 (Jebel Qatrani Formation, Gebel Qatrani Formation)で見つかっている。エジプトピテクスは狭鼻猿類のステムグループで、始新世と中新世の化石を繋ぐ重要なリンクだと考えられている。学名（属名）はギリシャ語Αίγυπτος「エジプト」およびπίθηκος「猿」に由来する。
Aegyptopithecus zeuxisは、頭蓋-歯 (craniodental)および頭蓋より後方の化石(postcranial remains)に基づく絶滅霊長類のなかで、最もよく知られているものの一種となった。。

## 発見と分類
エジプトピテクスは1966年、Elwyn Simonsによって中央エジプトのファイユーム県に位置するJebel Qatrani 累層から発見された。本種の化石は発見された際には、累層の初期の分析に基づいてもともと3330万年前から3540万年前のものだと思われていたが、2006年のErik Seiffertによる分析により、より最近の証拠に基づいて、この累層の年代は2950万年前から3020万年前の間に修正されるべきだと結論づけられた。  
本属 Aegyptopithecusを有効と認めるかどうかは議論があり、Propliopithecus属に所属させる場合もある。エジプトピテクス属 Aegyptopithecusを独立した属として認める場合、名義種 A. zeuxisのみが属する。本種のタイプ標本は CGM26901である。種小名も含めた学名の意味は、「繋ぐエジプトの猿」である。

## 形態
本種の歯式は{\displaystyle {\tfrac {2.1.2.3}{2.1.2.3}}}で、下顎の臼歯は後方になるにつれ大きくなる。臼歯は compartmentalizing shear と呼ばれる適応を示す。頬相 (buccal phase) に関与する歯の縁がお盆の役割をすることで、食物は舌相 (lingual phase)の間に閉じ込められてから磨り潰され、破片になる。本種の犬歯は性的二形を示す。下顎枝の上行は比較的幅広い。眼窩は背側を向き、比較的小さいため、本種は昼行性であったと考えられる。また、眼窩後狭窄 (post-orbital constriction)を示す。本種の眼窩間隔はコロブス亜科で見られるものによく似て大きい。矢状隆起は老齢の個体で発達し、眉弓を超えて拡張する。本種は広鼻猿類で見られるものに似た聴覚器官をもっており、耳管骨部を持たず、耳嚢の側面と癒合した鼓骨 (tympanic bone)がある。
上腕骨頭は後方を向き、懸垂行動 (suspensory behavior)を行う霊長類よりも狭い。また上腕骨は絶滅類人猿と大きな内側上顆や比較的幅広い上腕骨滑車などの共有形質をもつ。本種はAlouatta属の絶滅種と対比される尺骨を持つ。
足の骨では、第1趾が物を掴むようになっている。本種は広鼻猿類と共有形質をもち、癒合した下顎や前頭骨の結合、眼窩後の閉鎖、そして上下に垂直の口蓋隆起などが挙げられる。
歯の特徴および大腿骨化石に基づき、本種の体の大きさは6.708 kgと推定されている。機能的大腿骨長は150 mmと推定され、これはCebus apellaより大きく、Alouatta seniculusより小さい。

### 脳の大きさ
エジプトのファイユーム凹地では、雌の亜成体の頭蓋骨 (CGM 85785)がRajeev Patnaikにより発見された。この標本の頭蓋骨の容積は14.63cm3と分かり、雄の頭蓋内鋳型 (CGM 40237) が再分析され、21.8 cm3と推定された。これらの推定は初期の頭蓋骨容積の推定、約30 cm3を覆した。これらの計測は雄に対する雌の頭蓋内比が約1.5倍という推定を示し、本種は性的二形であることが示唆された。
嗅球に対する頭蓋内の容積比は本種の吻 (rostrum)により、曲鼻猿類の傾向の下限にあると考えられる。
他の類人猿との比較すると本種の前頭葉はかなり小さいが、嗅球は体サイズに対して小さくないと考えられている。  
全体的に、脳と体重の比率は、曲鼻猿類に近く、非霊長類の比に近いとさえ考えられている。  

## 行動
本種は性的二形があると考えられる。歯の大きさ、頭蓋顔面の形態、脳の容積、そして体の大きさはすべて、これを示唆している。性的二形があるため、社会構造は一夫多妻で、雌をめぐる激しい競争があったと考えられている。

### 運動
採石場I（DPC 5262 および 8709）と採石場M (DPC 2480)で3つの大腿骨化石が発見された。古地磁気年代では3300万年前とされ、鮮新世である。この化石における推定される大腿骨頸部の角度、120-130°に基づくと、大腿骨は四足歩行の類人猿と類似している。大転子の形態は跳躍する霊長類とは一致せず、本種は四足歩行だったという説を補強する証拠となっている。また本種は、大腿骨の遠位端の関節部が晩期の狭鼻猿類よりも深いため、樹上性の四足歩行をしていたと考えられている。 また、大腿骨全体の形態に基づけば、本種は頑健な体格をしていたと考えられている。 
手足の指骨は強く握ることができたと示唆され、樹上性の四足歩行を支持する。
大腿骨とともに、上腕骨も樹上性の四足歩行を示唆している。 これは顕著な上腕筋のflangeと上腕伸筋ではなく上腕屈筋による筋肉の安定化に基づいている
加えて、尺骨と上腕骨の遠位関節面は樹上性の四足歩行だけでなく、大きくゆっくりであったことも示唆している。これは大腿骨の形態から推測される証拠と矛盾しない。

### 食物
臼歯における歯のmicrowearとmicrosutureの研究では、本種は果実食 (frugivore)だったと考えられている。また、ときには堅いものを食べることもあったと考えられている。

## 生息地
エジプト北部のファイユーム地域に住んでいたとされるが、今日、この地域は半乾燥地域で、植生がない。本種が棲息していた漸新世のこの地域は植生に富み亜熱帯で、多くの木があり、季節的な降雨があったと考えられている。